# میرکو اسپیگی
میرکو اسپیگی (انگلیسی: Mirco Spighi؛ زادهٔ ۲۷ اوت ۱۹۹۰) بازیکن فوتبال است.
از باشگاه‌هایی که در آن بازی کرده‌است می‌توان به باشگاه فوتبال آلساندریا اشاره کرد.